# Кладограмма

Кладограмма, показывающая родственные отношения между классами многоножек (Chilopoda, Symphyla, Diplopoda, Pauropoda). Классы в данном случае выступают в качестве терминальных групп

Две идентичные кладограммы. Несмотря на различия в способе презентации, обе кладограммы содержат одну и ту же информацию: таксоны A и B состоят в более близком родстве между собой, чем любой из них с C

Кладограмма (от греч. κλάδος «ветвь, ответвление» + γραμμα «запись»; англ. cladogram) — одно из основных понятий в современной биологической систематике — древовидный граф, отражающий отношения сестринского родства между таксонами.
В кладограмме принято различать терминальные группы (группы, расположенные на концах ветвей), узлы  (или развилки) и межузловые соединения (линии, соединяющие узлы). Информационное содержание кладограммы исчерпывается порядком ветвления. Ни длина межузловых соединений, ни форма развилков, ни конкретный вариант расположения терминальных групп не несут при этом никакой информации. Иногда на кладограмме также указывают синапоморфии, подтверждающие те или иные гипотезы о монофилии, или геологическое время.

## Отличия кладограммы от фенограммы и филогенетического древа
В отличие от фенограммы, кладограмма не отображает количественно выраженную степень сходства между терминальными группами, но только гипотезу о последовательности эволюционных событий, приведших к формированию данной иерархии отношений сестринского родства.
В отличие от филогенетического древа, узлы и межузловые соединения кладограммы не могут быть поставлены в соответствие реально жившим организмам, предкам терминальных групп или гипотетическим предкам. Кладограмма представляет собой схему отношений сестринского родства между известными (а не гипотетическими) группами, будь то ископаемыми или современными, каждая из которых рассматривается как терминальная группа. Это связано прежде всего с проблематичным статусом предковых групп в кладистической систематике.